# JK Vaprus Pärnu
Der JK Vaprus Pärnu ist ein estnischer Fußballverein aus Pärnu und spielt in der höchsten Spielklasse Estlands der Meistriliiga. Die Klubfarben sind gelb-schwarz.

## Allgemeines
Der Klub wurde Anfang 1922 gegründet. Nachdem der Verein in der sowjetischen Liga nur in den Amateurligen gespielt hatte, wurde er nach dem Zerfall des Staates und der Neugründung des estnischen Verbandes erfolgreicher. Allerdings reichte es für den Amateurklub Vaprus Pärnu nie für den Aufstieg in die höchste oder auch nur die zweithöchste Klasse. 1999 fusionierte Vaprus mit dem erfolgreicheren Lokalrivalen FC Levadia Pärnu und konnte später unter dem Namen Vaprus Pärnu in der ersten Liga spielen. Nach der Fusion gelang 2002 der Aufstieg in die höchste Spielklasse. Nach einem Abstieg im folgenden Jahr konnte sich der Verein wieder in die erste Liga spielen, ehe er 2008 den Relegationsplatz belegte. In den Relegationsspielen setzte sich Paide Linnameeskond durch.
Im Jahr 2011 beschloss die Stadt Pärnu zusammen mit dem Estnischen Ligaverband sich für 3 bis 5 Jahre bei der Infrastruktur zu engagieren, wie den Bau eines Kunstrasenplatzes und den Ausbau der Jugendabteilung. Des Weiteren kam es nach der Saison 2014 zu einer Fusion mit Pärnu Linnameeskond. Unter dieser Vereinigung gelang im gleichen Jahr der Aufstieg in die höchste Spielklasse, der Meistriliiga. 2017 übernahm Vaprus nach der Fusionslösung den Ligaplatz von Pärnu Linnameeskond und spielte seinerseits für zwei Jahre in der Meistriliiga. Nach zwei weiteren Jahren in der Esiliiga gelang 2020 erneut der Aufstieg in die höchste Klasse.
In der Saison 2021 belegte der Verein den letzten Platz und wäre somit abgestiegen, der Verein JK Tulevik Viljandi hat aber seine Spielberechtigung für die Meistriliiga aufgegeben und dadurch spielt der JK Vaprus Pärnu weiterhin in der höchsten Spielklasse.

## Spieler
- Stanislav Pedõk (1996–2006) Jugend, (2005–2007) Spieler,
- Karl Palatu (2000–2002)
- Artur Kotenko (2001)
- Sergei Mošnikov (2005)
- Sergei Zenjov (2006)
- Rauno Alliku (2008)